# John Lloyd Stephens
John Lloyd Stephens (28. november 1805 – 13. oktober 1852) var en amerikansk opdagelsesrejsende, forfatter og diplomat. Stephens var en væsentlig person i genopdagelsen af mayacivilisation i Mellemamerika og i planlægningen af Panama-jernbanen.

## Tidligt liv
John Lloyd Stephens blev født i kommunen Shrewsbury i delstaten New Jersey. Han var den anden søn af Benjamin Stephens, en succesrig handelsmand, og Clemence Lloyd, datter af en fremtrædende lokal dommer. Året efter hans fødsel flyttede familien til New York City. I New York blev Stephens undervist i oldtidskundskab på to skoler med privatlærere. Allerede som 13-årig blev han optaget på Columbia College ved Columbia University, hvor han fire år senere, i 1822, tog sin afgangseksamen som den bedste i sin klasse.
Efter et års arbejde som advokatfuldmægtig (student-at-law), begyndte han at læse jura på Litchfield Law School i Litchfield, Connecticut. Derefter arbejdede han som jurist i New York.
Otte år senere, 1834, tog han af sted på en rejse gennem Europa, til Egypten og Levanten, som han vendte hjem fra i 1836. Stephens skrev flere populære bøger om sine rejser og opdagelser.

## Politik
Stephens blev i 1839 foreslået som USA's ambassadør i Holland, men politiske forviklinger forhindrede udnævnelsen.
I 1846 blev han valgt som delegeret fra New York City til New Yorks statskonvent, hvor man reviderede delstatens forfatning. På konventet var han ansvarlig for indledningen samt indførelsen af en fogedret (Conciliation Court).

## Mesoamerikanske studier
Stephens læste med interesse tidlige beretninger om ruinbyer i Mesoamerika, skrevet af forfattere og opdagelsesrejsende som Alexander von Humboldt og Juan Galindo.
USA's præsident Martin Van Buren udnævnte i 1839 Stephens til særlig ambassadør i Mellemamerika. Under Stephens ophold gik Mellemamerikas Forenede Staters regering i opløsning som følge af borgerkrigen i landet. Bogen Incidents of Travel in Central America, Chiapas and Yucatan beskriver nogle af de begivenheder, Stephens var vidende til.
Stephens og hans rejsekammerat, arkitekten og tegneren Frederick Catherwood, stødte på de første mayaruiner i Copán, efter at være ankommet til Britisk Honduras (det nuværende Belize). De var forbløffede over deres fund og tilbragte et par uger med at kortlægge stedet. De antog at Copán var bygget af et for længst glemt folkefærd, da de ikke kunne forestille sig, at mayaindianerne havde boet i byen. De rejste videre til Palenque, Uxmal, og besøgte ifølge Stephens i alt 44 ruinbyer. Stephens og Catherwood nåede til Palenque i april 1840 og forlod stedet igen i juni. De dokumenterede Inskriptionerns Tempel, Korsets Tempel, Solens Tempel og Løvkorsets Tempel (Templo de la cruz foliada). Deres bog om rejsen indeholdt beskrivelser af flere mayaruinbyer, med tegninger af Catherwood. Bøgerne var langt mere detaljerede og korrekte i deres beskrivelser, end den lille mængde oplysninger om Mesoamerika, som hidtil var udgivet.
Stephens fortsatte sin udforskning af mayaruiner på en ny rejse til Yucatán, som førte til endnu en bog.
Hans bøger inspirerede Edgar Allan Poe, der også anmeldte tre af rejsebøgerne for New York Review og Graham's Magazine.

## Panama-jernbanen
På Stephens tid have England monopol på skibstrafikken til og fra USA. Stephens fik en konsessionsbevilling fra delstaten New York og oprettede selskabet Ocean Steam Navigation Company. Selskabet anskaffede to dampskibe, Washington og Hermann, som sejlede mellem USA og Europa.
Da Panama Railroad Company blev grundlagt i 1849, blev Stephens udnævnt til vicedirektør. I den egenskab besøgte han Panama og Ny Granada for at indgå aftaler om jernbanens linjeføring. På vej til Bogotá, den gang Ny Granadas hovedstad, faldt han af sit mulddyr og kom alvorligt til skade, og kom sig aldrig efter uheldets følgevirkninger. Han vendte tilbage til USA og blev udnævnt til direktør for jernbaneselskabet. De næste tre år havde han personligt opsynet med arbejdet på jernbanen. Men han led af en leversygdom og døde efter fire måneders sygdom i en alder af 47. Stephens er begravet på New York City Marble Cemetery.